# Organización territorial de Caldas
Caldas es un departamento colombiano compuesto de 27 municipios, organizados en 6 subregiones, los municipios a su vez están divididos en corregimientos y/o veredas, además de contar con la cabecera municipal donde se concentra cerca del 70% de la población departamental, también cuenta con otros centros poblados (inspecciones de policía, caseríos) y resguardos indígenas.

## Subregiones

Subregiones de Caldas

Caldas cuenta con 6 subregiones, que no son relevantes en términos de gobierno, y que fueron creadas para facilitar la administración del departamento, en las que se agrupan los 27 municipios.
- Centrosur
- Magdalena caldense
- Norte
- Alto Occidente
- Alto Oriente
- Bajo Occidente

## Municipios

Municipios de Caldas

El departamento colombiano del Caldas está dividido en 27 municipios, que son la división fundamental de la entidad. Los municipios cuentan con una cabecera municipal, centros poblados y rural disperso.

## Centros poblados
Los municipios en Colombia aparte de su cabecera municipal, por lo general tiene bajo su jurisdicción centros poblados y su rural disperso (veredas).
- A estos centros poblados se le pueden asignar una autoridad civil (Inspector) o carecer de ellos.

- Los concejos municipales pueden dotarlos de funciones administrativas a cargo de una Junta Administradora Local (estos envían una terna para designar el corregidor). Esta instancia intermedia lleva el nombre de Corregimiento.[5]

## Resguardos indígenas
Los resguardos son territorios reconocidos de una comunidad de ascendencia amerindia, con título de propiedad inalienable, colectiva o comunitaria, regido por un estatuto especial autónomo, con pautas y tradiciones culturales propias.